# Рордамм (станция метро)
«Рордамм» (нем. Rohrdamm) — станция Берлинского метрополитена в округе Шпандау. Расположена на линии U7 между станциями «Паульштернштрассе» (нем. Paulsternstraße) и «Зименсдамм» (нем. Siemensdamm).

## История
Открыта 1 октября 1980 года в составе участка «Мирендорфплац» — «Рордамм». До 1984 года станция была западной конечной линии U7.

## Архитектура и оформление
Колонная двухпролётная станция мелкого заложения, сооружена по типовому проекту. Архитектор — Райнер Г. Рюммлер. Оформление станции, прежде всего, огромные шестерёнки на путевых стенах, напоминают об истории квартала, где ранее располагались крупные промышленные предприятия. Путевые стены и колонны прямоугольного сечения отделаны металлическими пластинами. Выходы расположены в обоих торцах платформы. К северу от станции расположены два оборотных тупика.